# Othon II de Grandson
Pour les articles homonymes, voir Othon II et Othon de Grandson.
Othon II de Grandson (vers 1305 - après le 13 juillet 1374), est un chevalier vaudois, seigneur de Grandson, de Belmont et de Pesmes. Conseiller auprès du duc de Bourgogne, il est également lieutenant du duché de Bourgogne et capitaine général de la Franche-Comté.

## Biographie

### Origines
Othon ou Othenin de Grandson appartient à la famille de Grandson. Il est le fils de Pierre II de Grandson et de Blanche de Savoie, fille de Louis de Savoie, baron de Vaud et nièce du comte de Savoie Amédée V.
Son frère Guillaume, seigneur d'Aubonne, de Sainte-Croix et de Cudrefin, fait une brillante carrière au service des comtes de Savoie Amédée VI et Amédée VII.

### Seigneur franc-comtois et bourguignon
Le 17 février 1324, Othon, qualifié de damoiseau (domicelli Othenin), est fiancé à Jeanne de Pesmes. Elle est la fille de Guillaume VIII seigneur de  Pesmes, seigneurie franc-comtoise. À la mort de celui-ci, en 1327, sa fille hérite de cette seigneurie. Ainsi, Othon de Grandson devient seigneur de Pesmes,,.
Le 1er novembre 1327, Othon de Grandson prête hommage à Mahaut d'Artois, comtesse de Bourgogne pour Pesmes et les fiefs qui en dépendent (Vadans, Bard, Malans, Montrambert). Grâce à l'héritage de sa femme, il est également titulaire de plusieurs seigneuries dans le duché de Bourgogne : Chamblanc, Authumes, Bretigny, Saint-Julien et Clenay.
En 1336, alors que les principaux barons franc-comtois se révoltent contre leur seigneur, Eudes IV, duc et comte de Bourgogne, Othon de Grandson choisit de lui être fidèle. En 1340, il combat en Flandre dans l'armée du duc de Bourgogne. En 1346-1347, Othon de Grandson est gardien du comté de Bourgogne et fait de nouveau la guerre pour Eudes IV contre des seigneurs franc-comtois révoltés, dirigés par Jean II de Chalon-Arlay.
| |  |  |
| Sceaux d'Othon II de Granson et de son frère Guillaume, extraits de Gaston de Beauséjour et Charles Godard, Pesmes et ses seigneurs du XIIe siècle au XVIIIe siècle, 1909, pages 30 et 36. |  |  |

Même après 1349, quand, à la mort de Jeanne de Pesmes, la seigneurie de Pesmes passe au fils de celle-ci et d'Othon de Grandson, Jacques de Pesmes, Othon de Grandson, qui s'éloigne alors de la Franche-Comté, reste un personnage important à la cour de Bourgogne. Othon de Grandson se remarie avec Blanche de Châtillon, veuve de Guillaume de Châteauvillain, sans doute en 1360. Il devient ainsi, du chef de sa femme, seigneur de Puits et de Saint-Bérain-sur-Dheune, dans le duché de Bourgogne.
Il est donc l'un des principaux conseillers des ducs Eudes IV et Philippe de Rouvres, lieutenant dans le duché de Bourgogne et capitaine général en comté de Bourgogne.
Toutefois, après la mort de Philippe de Rouvres en 1361, Othon de Grandson n'entre pas au service du nouveau duc de Bourgogne Philippe le Hardi, mais s'attache au service du roi d'Angleterre Edouard III, au nom duquel il négocie avec le roi de France. En 1362, Othon de Grandson entre dans la vassalité du roi d'Angleterre et lui fait hommage pour son château de Belmont. Ce n'est qu'au bout de quatre ans, en 1366, qu'il accepte de rendre l'hommage qu'il doit à Philippe le Hardi.

### Seigneur vaudois
En 1343, à la mort de son père Pierre II, Othon II de Grandson devient seigneur de Grandson et d'autres seigneuries du pays de Vaud comme Belmont, dont dépend le village de Suchy. En 1367, il libère les habitants de ce village de la mainmorte. Othon II de Grandon est également seigneur de Lugnorre, dont dépendent Môtier, Joressens, Mur et Guévaux (dans l'actuel canton de Fribourg). En 1350, il cède cette seigneurie à Louis Ier de Neuchâtel.
À la mort du comte d'Aymon de Savoie en 1343 commence la minorité du comte Amédée VI. Othon, qui a alors pris possession de la seigneurie de Grandson, fait partie des seigneurs chargés d'assurer la défense des pays romands, avec  Louis Ier de Neuchâtel, Girard de Montfaucon seigneur d'Orbe et époux de la sœur d'Othon, et Hugues de Joinville seigneur de Gex. En 1354, avec notamment Louis Ier de Neuchâtel et d'autres seigneurs dont son frère Guillaume de Grandson, Othon de Grandson fait la guerre à Henri de Montfaucon, comte de Montbéliard.
Il apparaît dans l'Armorial Bellenville. Il y est présent sur un folio qui expose les chevaliers qui ont fait le voyage de Prusse à l'hiver 1357-1358 (durant les croisades baltes).

### Postérité
De sa première femme, Jeanne de Pesmes Othon II de Grandson a un fils nommé Jacques, qui hérite de sa mère la seigneurie de Pesmes,,.
Sa seconde femme, Blanche de Châtillon donne naissance à deux fils : Hugues et Jean, mort jeune.
Le 13 juillet 1374, Othon II de Grandson ajoute un codicille à son testament et meurt vers l'automne 1374. Son fils Hugues lui succède comme seigneur de Grandson et de Belmont,. Le neveu d'Othon II, fils de son frère Guillaume, est le poète Othon III de Grandson.

## Héraldique
| Blason | Blasonnement : Palé d'argent et d'azur de six pièces à la bande de gueules chargée de trois coquilles d'or. |